# Simone Bauer (Journalistin)

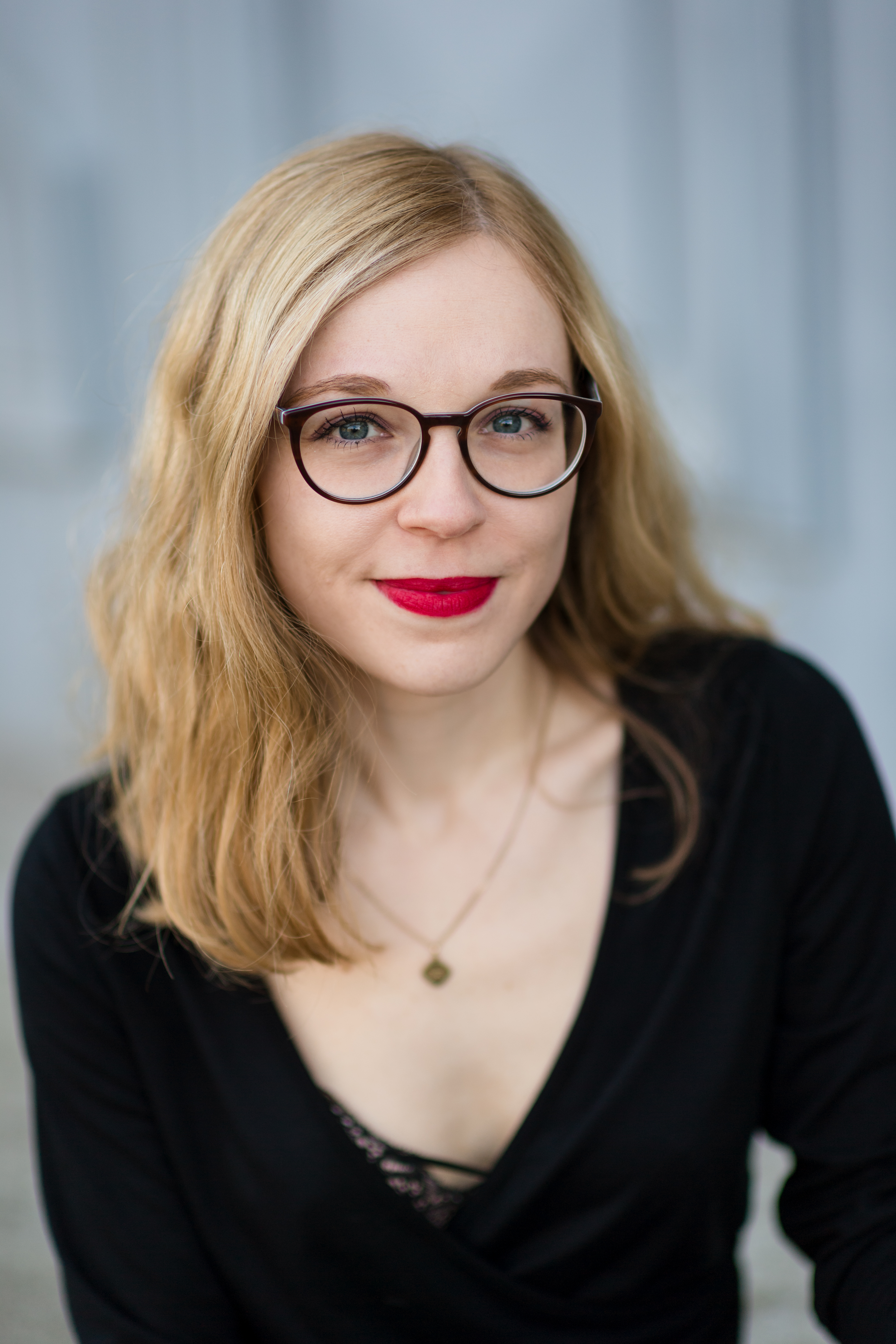
Simone Bauer (2021)

Simone Bauer (* 2. August 1990 in Burglengenfeld) ist eine deutsche Autorin und Moderatorin.

## Leben
Bauer wuchs in Maxhütte-Haidhof auf und zog im Alter von 17 Jahren nach München, um eine Ausbildung zur Industriekauffrau zu machen. Dort begann sie, zunächst als Musikjournalistin zu arbeiten. Zu ihren Vorbildern zählt sie Sarah Kuttner.

## Karriere
Ihre Kurzgeschichte Wie Phoenix aus der Asche erschien 2010 in der Anthologie Frühlingsflattern des Schwarzkopf & Schwarzkopf Verlags, bei dem sie bis 2013 drei Bücher veröffentlichte. Eines davon, ihr Jugendbuch Alkoholfrei, stellte sie bei ServusTV und „Talk im Hangar 7“ am 27. September 2012 vor.
Sie schrieb unter anderem für die Jugendseite der Süddeutschen Zeitung und das Onlinemagazin LAXMag, außerdem ist Bauer freie Autorin für die MISSY. 2012 erschien ihre Kurzgeschichte Baby Blackout (Und nach dem Tod der Himmel) als E-Book im Frohmann Verlag.
Im selben Jahr gehörte sie zum Organisationsteam der Veranstaltungsreihe „1.000 Bilder“ im Münchner Farbenladen, bei der sie auch aus ihrem Debütroman las und moderierte.
Seit Oktober 2013 ist sie als Moderatorin für die egoFM-Sendung „Junge Talente“ tätig und interviewte unter anderem Laura Wontorra. Seit 2014 arbeitet sie für die Magazine des Raptor Verlags zu den Themen japanische und südkoreanische Popkultur. Für Stefanie Heinzmann übernahm Bauer das Drehbuch zum animierten Musikvideo Stranger In This World. 2015 interviewte sie für myFanbase Hayley Atwell.
2016 erschien ihr Roman Es ist kompliziert, du aber auch als E-Book bei dotbooks. Eine Neuauflage erfolgte im August 2018 als Kopfsprung ins Leben. Mit ihrem Gedicht Die Farben von Maxhütte-Haidhof gewann Bauer den lokalen Wettbewerb ihrer Heimatstadt in der Kategorie Erwachsene und trat auf dem hiesigen Weihnachtsmarkt auf.
2017 las Bauer im Rahmen der PULS Lesereihe in der Alten Mälzerei in Regensburg ihren Text Das Leben alter Damen. Für SPIESSER interviewte sie im selben Jahr Jella Haase.
2018 gewann Bauer den Schreibwettbewerb des Diana und Twentysix Verlags mit ihrer Kurzgeschichte Kyoto, Irene und der Typ feiern Weihnachten. Teil des Gewinns war eine Veröffentlichung im Twentysix Verlag. Ihr Young-Adult-Fantasyroman Butterflies – Die Göttin wird sich erheben erschien dadurch im April 2018. Am 3. August 2018 trat Bauer als Mitglied der Showgruppe Yume auf der Mannheimer Convention AnimagiC auf.
Am 23. Oktober 2018 lud Peppermint Anime sie zum Livestream „Mangarama“ ein. Sie stellte ihren Lieblingsmanga „Revolutionary Girl Utena“ vor. Ebenfalls im Herbst beendete Bauer ihre Radiokolumne „Auf Krawall gebürstet – Simone regt sich auf“ bei egoFM.
2019 war Bauer zu Gast bei der „Literarischen Runde“ auf der Connichi-Couch in Kassel.
Während der digitalen Frankfurter Buchmesse las Bauer am 18. Oktober 2020 im Rahmen des „Cosplayballs der träumenden Bücher“ aus Butterflies. Erneut gewann Bauer einen Schreibwettbewerb: 2020 vertrat sie München mit einem nachhaltigen Reisetipp im Reiseführerprojekt City Letters von Good Travel und Travel Kollekt. Die Anthologie erschien in Finnisch, Swedisch, Dänisch, Deutsch und Englisch.
Ab 2021 widmete sich Bauer verstärkt dem Reisejournalismus und schrieb über ihre Reisen für Merian.de und L’Officiel Liechtenstein, zum Beispiel über Sylt, Madrid und Dubai.
Sie begann darüber hinaus für „Busenfreundin – Das Magazin“ über lesbische Beziehungen zu schreiben. 2022 erschien ihr siebter Roman, die lesbische Romanze Hinterm Großstadtdschungel links – Aus dem Liebesleben einer Kleinstadtpflanze, zunächst als Hörbuch im Butze Verlag. Taschenbuch und E-Book folgten am 1. Juli 2022.
Am 26. Mai 2022 war Bauer zu Gast im „Frauverliebt“-Podcast, um über queeres Landleben und LGTBQ-Anime zu sprechen. Am 9. Juni 2022 sprach sie live bei m94.5 über diese Themen in der Sendung „Fettgedruckt“.
2022 nahm sie an der TV-Show „Shopping Queen“ teil.
Ihr queerer Reiseführer Pride on Tour – 35 queere Reiseziele in Europa erschien im April 2024 im CONBOOK Verlag. Hierfür interviewte Bauer unter anderem Olivia Jones, Jurassica Parka, Stephie Stark  und Jan Maik Baumann von „Princess Charming“„Prince Charming“.

## Autor
- 2011: Ganz entschieden unentschieden. Schwarzkopf & Schwarzkopf, ISBN 978-3-86265-091-0.
- 2012: Alkoholfrei, Schwarzkopf & Schwarzkopf. ISBN 978-3-86265-180-1.
- 2012: Isarvorstadt: Eine Münchner Geschichte. Unsichtbar, ISBN 978-3-942920-16-2.
- 2013: Matsch-Memoiren – 33 Festivalgänger erinnern sich an die krasseste Party ihres Lebens. Schwarzkopf & Schwarzkopf, ISBN 978-3-86265-244-0.
- 2018: Kopfsprung ins Leben. dotbooks.
- 2018: Butterflies – Die Göttin wird sich erheben. Twentysix, ISBN 978-3-7407-4538-7.
- 2022: Hinterm Großstadtdschungel links – Aus dem Liebesleben einer Kleinstadtpflanze. Butze, ISBN 978-3-940611-70-3.
- 2024: Pride on Tour – 35 queere Reiseziele in Europa. CONBOOK, ISBN 3958894755